# Фредерик IX
Фредерик IX (Кристиан Фредерик Франц Микаел Карл Валдемар Георг; * 11 март 1899, † 14 януари 1972) е крал на Дания от 20 април 1947 до смъртта си.

## Биография
Фредерик IX е роден в Зоргенфри, остров Шеланд. Син е на крал Кристиан X и на кралица Александрин фон Мекленбург-Шверин.
Учи в Датската кралска военноморска академия и в университета на Копенхаген. Преди да се възкачи на престола достига до военен ранг адмирал.
През 1922 г. е сгоден за гръцката принцеса Олга – внучка на гръцкия крал Георг I. Бракът обаче не се осъществява. Вместо това през 1935 Фредерик се жени за шведската принцеса Ингрид – дъщеря на шведския крал Густав VI Адолф. Фредерик и Ингрид имат три деца:
- Принцеса Маргрете Датска (* 1940), която през 1972 г. се възкачва на датския престол като Маргрете II;
- Принцеса Бенедикте Датска (* 1944);
- Принцеса Анна-Мария Датска (* 1946), която през 1964 г. се омъжва за гръцкия крал Константинос II.

Тъй като Фредерик IX няма мъжки наследници, съгласно тогавашния датски закон за престолонаследието се е предполагало, че датската корона ще премине у брат му Кнуд. През 1953 г. поправка в същия закон въвежда примогенитурата при унаследяването на престола, което открива пътя към престола за най-възрастната дъщеря на краля.